# Драчевица (община Демир Капия)
 Тази статия е за тиквешкото село.  За скопското вижте Драчевица (община Студеничани).  
Драчевица (на македонска литературна норма: Драчевица) е село в Северна Македония, в община Демир Капия.

## География
Селото е разположено на 8 километра южно от град Демир Капия.

## История
В XIX век Драчевица е изцяло българско селце в Тиквешка кааза на Османската империя. Църквата в селото „Свети Димитър“ е от 1858 година. Според статистиката на Васил Кънчов („Македония. Етнография и статистика“) от 1900 г. в Долно Драчевица има 80, а в Горно Драчевица 382 жители всички българи християни.
Цялото село е под върховенството на Българската екзархия. По данни на секретаря на екзархията Димитър Мишев („La Macédoine et sa Population Chrétienne“) в 1905 година в едната Драчевица (Dirtchevitza) има 80, а във второто 368 българи екзархисти.
След Междусъюзническата война в 1913 година селото попада в Сърбия. На 6 август 1925 година край селото се води тежко сражение между чети на ВМРО и сръбска войска.
На етническата си карта от 1927 година Леонард Шулце Йена показва Долна Драчевица (Dl. Dračevica) като село с неясен етнически състав.

## Личности
Родени в Драчевица
- Дино Драчевски (? – 1913), български революционер

Починали в Драчевица
- Арсо Илиев (? – 22 септември 1925),[5] български революционер от ВМРО[6]
- Асен М. Рупчин (1900 – 1925), български революционер от ВМРО[6]
- Владимир (Иван) Д. Карпаров (? – 1925), български революционер от ВМРО[6]
- Вълкан Милев (? – 1925), български революционер от ВМРО[5]
- Димитър Лазаров (? – 1925), български революционер от ВМРО
- Камен Андреев (1884 - 1925), български революционер от ВМРО
- Кирил Иванов (? – 1925), български революционер от ВМРО[5]
- Кирил Тодоров (? – 1925), български революционер от ВМРО[5]
- Петър Костов – Пашата (1889 – 1925), български революционер от ВМРО
- Петър Станчев (1893 – 1925), български революционер от ВМРО
- Сандо Димитров (? – 1925), български революционер от ВМРО[5]
- Славчо П. Матов (? – 1925), български революционер от ВМРО[5]
- Тодор Кушев (? – 1925), български революционер от ВМРО[5]
- Трайко Димитров (? – 1925), български революционер от ВМРО[5]
- Трайчо Стоянов (? – 1925), български революционер от ВМРО[5]
- Христо Петров (1893 - 1925), български революционер от ВМРО